# Andrés Estrada
Andrés Estrada Murillo (Cali, 12 de noviembre de 1967) es un exfutbolista colombiano. Fue uno de los jugadores de la Selección Colombia en el Mundial de 1998 en Francia.

## Selección nacional

### Participaciones enCopas del Mundo
| Mundial                 | Sede    | Resultado      | PJ                           | GA | Asis |
| ----------------------- | ------- | -------------- | ---------------------------- | -- | ---- |
| Mundial de Francia 1998 | Francia | Fase de grupos | 0 (3 partidos como suplente) | 0  | 0    |

### Participaciones enCopas América
| Torneo            | Sede    | Resultado        | PJ | GA | Asis |
| ----------------- | ------- | ---------------- | -- | -- | ---- |
| Copa América 1997 | Bolivia | Cuartos de final | 1  | 0  | 0    |

### Participaciones enEliminatorias al Mundial
| Eliminatoria                          | Sede del Mundial | Posición      | Resultado   | PJ | GA | Asis |
| ------------------------------------- | ---------------- | ------------- | ----------- | -- | -- | ---- |
| Eliminatorias Mundial de Francia 1998 | Francia          | 3°lugar 28pts | Clasificado | 5  | 0  | 0    |

## Clubes
| Club                   | País     | Año       |
| ---------------------- | -------- | --------- |
| Deportivo Cali         | Colombia | 1985-1987 |
| Once Caldas            | Colombia | 1988-1989 |
| Deportivo Cali         | Colombia | 1990-1992 |
| Independiente Medellín | Colombia | 1993      |
| Deportivo Cali         | Colombia | 1994-1997 |
| Atlético Nacional      | Colombia | 1998-2000 |
| Atlético Bucaramanga   | Colombia | 2001-2004 |

## Palmarés

### Campeonatos nacionales
| Título           | Club              | País     | Año     |
| ---------------- | ----------------- | -------- | ------- |
| Primera División | Deportivo Cali    | Colombia | 1995/96 |
| Primera División | Atlético Nacional | Colombia | 1999    |

### Copas internacionales
| Título          | Club              | País     | Año  |
| --------------- | ----------------- | -------- | ---- |
| Copa Merconorte | Atlético Nacional | Colombia | 1998 |
| Copa Merconorte | Atlético Nacional | Colombia | 2000 |